# Argonne

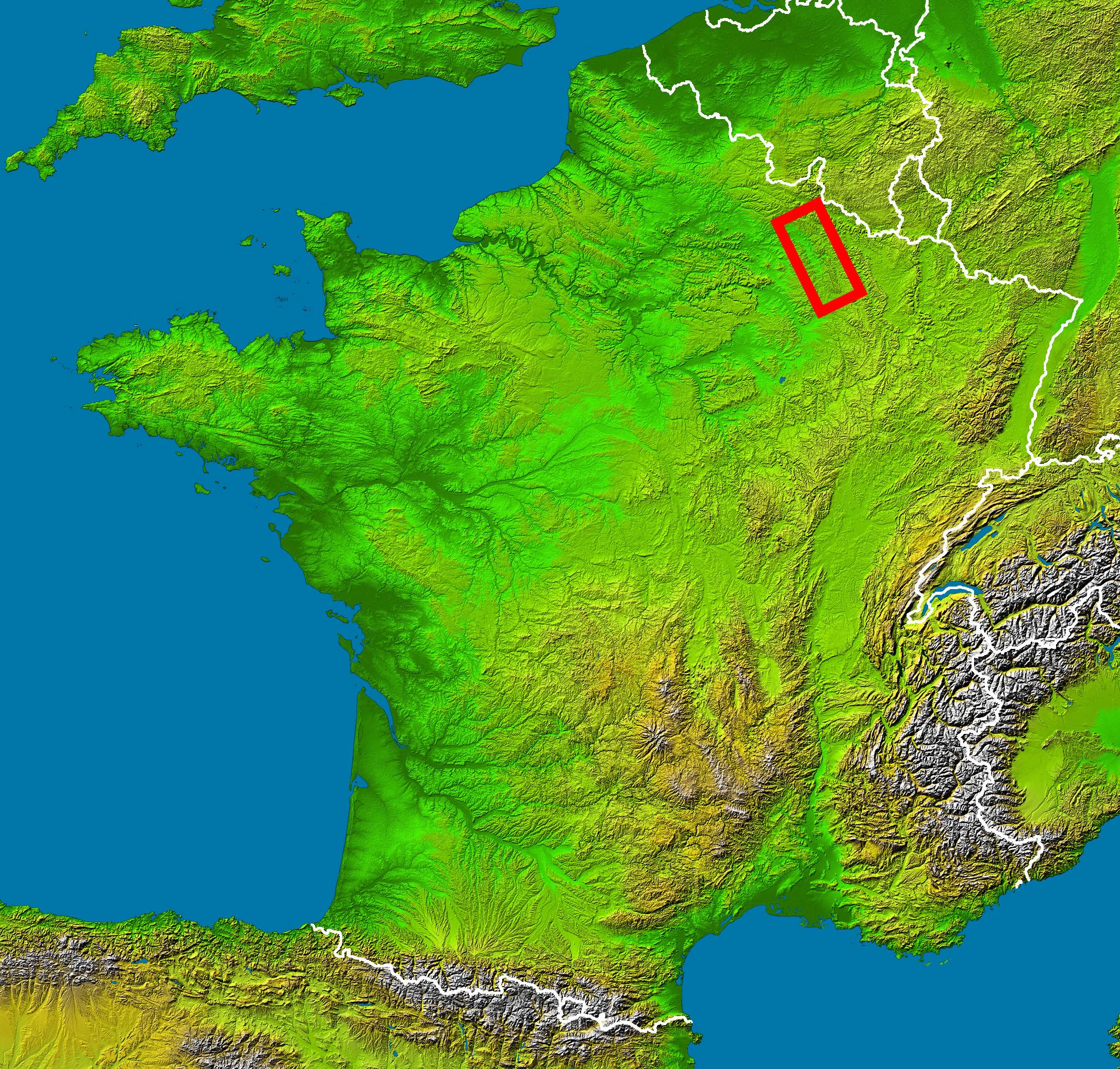
Poloha Argonského lesa na mapě Francie

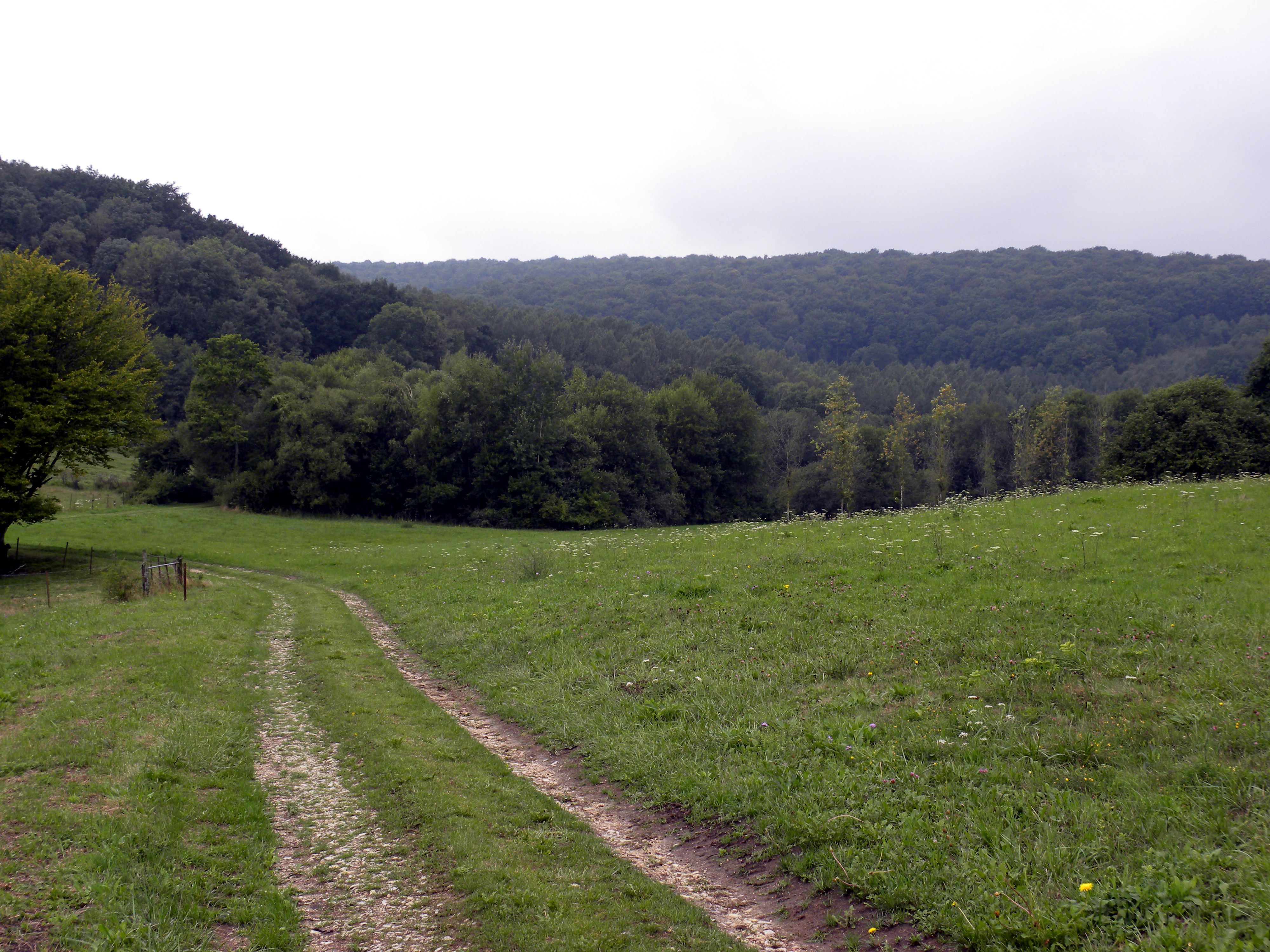
Krajina u vesnice Chatel-Chéhéry

Argonne neboli Argonský les je přírodní oblast (région naturelle) na severu Francie. Nachází se v jižním podhůří Arden v regionu Grand Est, je zhruba 65 km dlouhá a 15 km široká, její hranice tvoří řeky Aisne a Aire. Střediskem je městečko Sainte-Menehould.

## Přírodní poměry
Krajina je zvlněná, s nadmořskou výškou mezi 200 a 300 m a četnými kuestami. Podloží je tvořeno opukou z období křídy. Kraj je řídce osídlený, převládají smíšené lesy (dub, borovice) s hustým cesmínovým podrostem. Podnebí je oproti sousední nížině relativně chladné a vlhké.

## Historie
Vzhledem ke strategickému významu území, střežícího přístup do Pařížské pánve od severovýchodu, se zde sváděly prudké boje za revolučních válek (bitva u Valmy) i za první světové války (meusko-argonská ofenzíva). Památkou na tyto doby je německá vlastenecká píseň Argonnerwaldlied, množství vojenských hřbitovů i pomníky padlých vojáků v Montfaucon-d'Argonne a na kopci u Vauqois.

## Turistika
Region je proslulý pěstováním jablek a hrušek, stejně jako výrobou fajánse. Místními kulinářskými specialitami jsou smažené vepřové nožičky, bábovka gâteau mollet a čokoládový moučník Gaize d'Argonne. Památkami středověké architektury jsou opatství v Lachalade a Moiremontu, moderní turistickou atrakcí je zábavní park Parc Argonne Découverte u Olizy-Primat a Arboretum du Petit-Bois v Montfauconu. Každoročně v květnu se koná hudební festival Notes d'Argonne.